# Héctor Cárdenas
Héctor Fabio Cárdenas Berrío (Cali, Valle del Cauca, 28 de agosto de 1979) es entrenador colombiano. Actualmente dirige al Internacional Palmira de la Categoría Primera B.

## Trayectoria como entrenador
Comenzó su carrera como entrenador en las divisiones menores del Deportivo Cali en 2011. Antes de vincularse a la institución trabajaría con la Liga Vallecaucana de fútbol y la Escuela de Fútbol San Juan Bautista y posteriormente pasó al Boca Juniors de Cali. En 2012 fue técnico interino del Deportivo Cali tras la renuncia de Julio Avelino Comesaña y hasta el 2014 fue ascendido como técnico del mencionado club, tomando el equipo profesional nuevamente en reemplazo de Leonel Álvarez que había sido despedido por malos resultados. A finales del mismo año dejó el equipo para retomar divisiones inferiores del Deportivo Cali y en su reemplazo llegó Fernando "Pecoso" Castro, quién posteriormente sacaría campeón al equipo en el torneo siguiente.
En marzo de 2017 retorna nuevamente al equipo profesional del Deportivo Cali en reemplazo de Mario Yepes, meses después es destituido por malos resultados con el equipo.

### Selección Colombia Sub-17
Para mayo de 2018 llegaría a dirigir la Selección Colombia Sub-17. 

### Selección Colombia Sub-20
Posteriormente, fungió como entrenador interino de la Selección Colombia Sub-20 durante el 2021 hasta que en febrero de 2022 se le oficializó como su entrenador en propiedad.
En mayo de 2022 fue designado como técnico encargado de la Selección Colombia para dirigir un amistoso contra Arabia Saudita. El 12 de octubre Colombia venció 2-1 a Uruguay y consiguió la medalla de bronce en los Juegos Odesur 2022. En el Sudamericano Sub-20 de 2023, Colombia terminó tercera en el hexagonal final, llevándose el pasaje al Mundial Sub-20 de 2023 y a los Juegos Panamericanos de 2023. En el Mundial Sub-20 Argentina 2023, Colombia llegó hasta cuartos de final donde perdió 1-3 ante Italia.

### Selección Colombia Sub-23
Luego del Mundial Sub-20 de 2023 la FCF lo nombra técnico de la Selección Sub-23 que disputaría los Juegos Panamericanos de 2023 y Preolímpico Sudamericano 2024 de Venezuela.En la segunda jornada del Preolímpico Colombia caería 2-0 con Brasil y quedó eliminada de la competición. En el primer partido, el 20 de enero, la selección fue goleada 3-0 por Ecuador. Al final terminó la competición sin marcar goles y sin ningún punto.

## Clubes

### Como formador
| Equipo                                | País     | Año         |
| ------------------------------------- | -------- | ----------- |
| Divisiones Menores del Deportivo Cali | Colombia | 2011 - 2012 |
| Divisiones Menores del Deportivo Cali | Colombia | 2013        |
| Divisiones Menores del Deportivo Cali | Colombia | 2015 - 2016 |

### Como entrenador
Actualizado hasta su último partido dirigido el día 14 de julio de 2025.
| Equipo                           | Desde                  | Hasta                   | Partidos | Partidos | Partidos | Partidos | Partidos    |
| Equipo                           | Desde                  | Hasta                   | PJ       | PG       | PE       | PP       | Rendimiento |
| -------------------------------- | ---------------------- | ----------------------- | -------- | -------- | -------- | -------- | ----------- |
| Deportivo Cali · Colombia        | 9 de octubre de 2012   | 12 de diciembre de 2012 | 5        | 2        | 2        | 1        | 53.33%      |
| Deportivo Cali · Colombia        | 26 de febrero de 2014  | 31 de diciembre de 2014 | 56       | 21       | 16       | 19       | 47.02%      |
| Deportivo Cali · Colombia        | 14 de marzo de 2017    | 17 de octubre de 2017   | 43       | 16       | 17       | 10       | 50.39%      |
| Deportivo Cali · Colombia        | Total Deportivo Cali   | Total Deportivo Cali    | 104      | 39       | 35       | 30       | 48.72%      |
| Selección Sub-17 · Colombia      | 1 de junio de 2018     | 15 de febrero de 2022   | 10       | 3        | 1        | 6        | 33.33%      |
| Selección Sub-20 · Colombia      | 16 de febrero de 2022  | 2 de mayo de 2024       | 38       | 18       | 13       | 7        | 58.77%      |
| Selección Absoluta · Colombia    | 5 de junio de 2022 (e) | 5 de junio de 2022 (e)  | 1        | 1        | 0        | 0        | 100%        |
| Selección Sub-23 · Colombia      | 27 de junio de 2023    | 2 de mayo de 2024       | 16       | 4        | 3        | 9        | 31.25%      |
| Internacional Palmira · Colombia | 14 de agosto de 2024   | Presente                | 35       | 17       | 8        | 10       | 56.19%      |
| Consolidado Total                | Consolidado Total      | Consolidado Total       | 204      | 82       | 60       | 62       | 50%         |

## Palmarés

### Títulos nacionales
| Título                | Equipo         | País     | Año  |
| --------------------- | -------------- | -------- | ---- |
| Campeonato Prejuvenil | Deportivo Cali | Colombia | 2013 |

### Campeonatos internacionales
| Título                  | Equipo           | Sede     | Año  |
| ----------------------- | ---------------- | -------- | ---- |
| Torneo Odesur de Fútbol | Selección Sub-20 | Asunción | 2022 |

### Títulos amistosos
| Título                 | Equipo           | Sede      | Año  |
| ---------------------- | ---------------- | --------- | ---- |
| Torneo de las Américas | Deportivo Cali   | Cali      | 2013 |
| Copa SBS               | Selección Sub-18 | Shizuoka  | 2019 |
| Copa Raúl Coloma       | Selección Sub-19 | La Calera | 2021 |